# Michael Kurilla

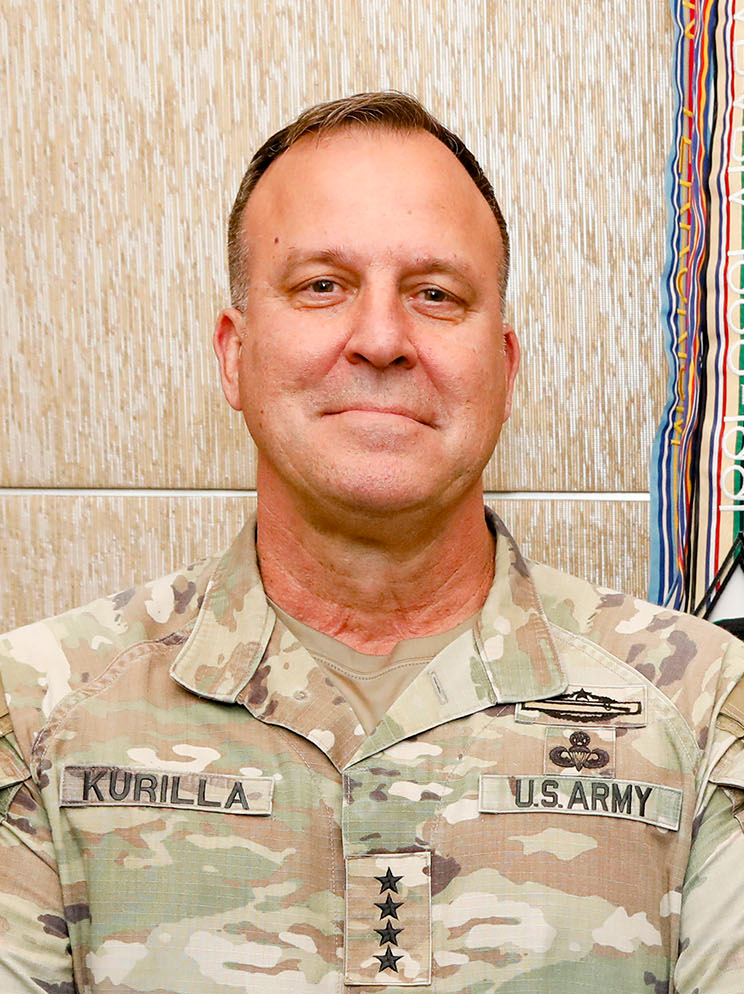
Michael E. Kurilla (2025)

Michael Erik Kurilla (* 16. Mai 1966 in Kalifornien) ist ein General der United States Army. Seit dem 1. April 2022 kommandiert er das United States Central Command.
Er wuchs in Elk River (Minnesota) auf. In den Jahren 1984 bis 1988 durchlief Michael Kurilla die United States Military Academy in West Point. Nach seiner Graduation wurde er als Leutnant der Infanterie zugeteilt. In der Armee durchlief er anschließend alle Offiziersränge bis zum Viersterne-General. Im Lauf seiner militärischen Karriere absolvierte er verschiedene Kurse und Schulungen. Dazu gehörten unter anderem das National War College und ein Studium an der Regis University in Denver in Colorado.
In seinen jüngeren Jahren absolvierte er den für Offiziere in den niederen Rangstufen üblichen Dienst in verschiedenen Einheiten und Standorten. Im weiteren Verlauf seiner Laufbahn kommandierte er Einheiten auf fast allen militärischen Ebenen. Zwischenzeitlich wurde er auch als Stabsoffizier eingesetzt. Dabei nahm er an den meisten militärischen Einsätzen der US Army teil. So war er in verschiedenen Funktionen an der US-Invasion in Panama (1989–1990), am Zweiten Golfkrieg (1990–1991), am Irakkrieg (2003), am Afghanistankrieg sowie an der Operation Inherent Resolve seit 2014 im Irak und Syrien beteiligt.
Im Jahr 2005 wurde Kurilla Bataillonskommandeur im 24. Infanterieregiment. Sein Bataillon unterstand einer Brigade der 25. Infanteriedivision. Dieses Kommando führte er auch während eines Einsatzes im Irak, bei dem er verwundet wurde. Später kommandierte er das 75. Ranger-Regiment. Ab dem Jahr 2012 bekleidete er Positionen, die von Offizieren im Generalsrang ausgeübt werden.
Von 2012 bis 2014 war er Generalstabsoffizier (Assistant Commanding General) beim United States Joint Special Operations Command. Anschließend gehörte er bis 2015 dem Stab der 1. Infanteriedivision an. Dort war er als stellvertretender Divisionskommandeur für Operationen und Manöver verantwortlich. Es folgte eine Verwendung als Stabsoffizier beim Joint Chiefs of Staff im Pentagon. Dort war er unter anderem für die Terrorabwehr zuständig. Am 2. August 2016 übernahm Kurilla als Nachfolger von Richard D. Clarke das Kommando über die 82. Luftlandedivision, das er bis zum 2. August 2018 behielt. Während seiner Zeit als Kommandeur dieser Division waren einige Einheiten sowohl an der oben erwähnten Operation Inherent Resolve im Irak und Syrien beteiligt als auch in Afghanistan eingesetzt. Nachdem er sein Kommando über die 82. Luftlandedivision an James J. Mingus übergeben hatte, wurde Michael Kurilla Stabschef beim United States Central Command (2018–2019). Anschließend erhielt er das Kommando über das XVIII. Luftlandekorps. Diese Stellung bekleidete er bis zum März 2022, als er von Chris Donahue abgelöst wurde. Am 1. April 2022 übernahm er das Kommando über das United States Central Command, wobei er Kenneth F. McKenzie vom United States Marine Corps ablöste.
Am 31. Oktober 2024 wurde bekannt, dass die Army Criminal Investigation Division eine Untersuchung gegen Kurilla durchführt, weil dieser in einer C-17 Globemaster III während eines Fluges nach Israel Anfang September ein Mitglied der Besatzung geschubst haben soll. Berichten zufolge soll er ungehalten über nicht funktionierende Kommunikationsverbindungen gewesen sein und danach die Aufforderung der Besatzung, sich hinzusetzen und anzuschnallen, missachtet haben und daraufhin handgreiflich geworden sein.
Ab Juni 2025 übernahm Kurilla eine entscheidende Rolle bei der Frage, ob und wie sich die USA am israelisch-iranischen Krieg beteiligen sollten. Die Kurillas USCENTCOM unterstellten Kräfte würden hauptsächlich in der Region eingesetzt (Area of responsibility). Dazu hat er in den Wochen vor Beginn des Konfliktes bereits diverse Optionen an die politischen Entscheidungsträger, insbesondere Trump, weitergegeben. Laut Medienberichten ist er dabei starker Verfechter einer Beteiligung der USA auf der Seite Israels an dem Krieg und wird auch als „hawk of the hawks“ bezeichnet.
Kurilla wird im Sommer 2025 in den Ruhestand gehen.

## Orden und Auszeichnungen
Michael Kurilla erhielt im Lauf seiner militärischen Laufbahn unter anderem folgende Auszeichnungen:
- Army Distinguished Service Medal
- Defense Superior Service Medal
- Legion of Merit
- Bronze Star Medal
- Purple Heart
- Defense Meritorious Service Medal
- Meritorious Service Medal
- Joint Service Commendation Medal
- Army Commendation Medal
- Army Achievement Medal
- Presidential Unit Citation
- Joint Meritorious Unit Award
- Valorous Unit Award
- Meritorious Unit Commendation
- National Defense Service Medal
- Armed Forces Expeditionary Medal
- Southwest Asia Service Medal
- Afghanistan Campaign Medal
- Iraq Campaign Medal
- Inherent Resolve Campaign Medal
- Global War on Terrorism Expeditionary Medal
- Global War on Terrorism Service Medal
- Korea Defense Service Medal
- Humanitarian Service Medal
- Army Service Ribbon
- Army Overseas Service Ribbon
- NATO-Medaille
- Kuwait Liberation Medal (Saudi-Arabien)
- Kuwait Liberation Medal (Kuwait)
- Combat Infantryman Badge